# هفت‌تیرکشی سریع

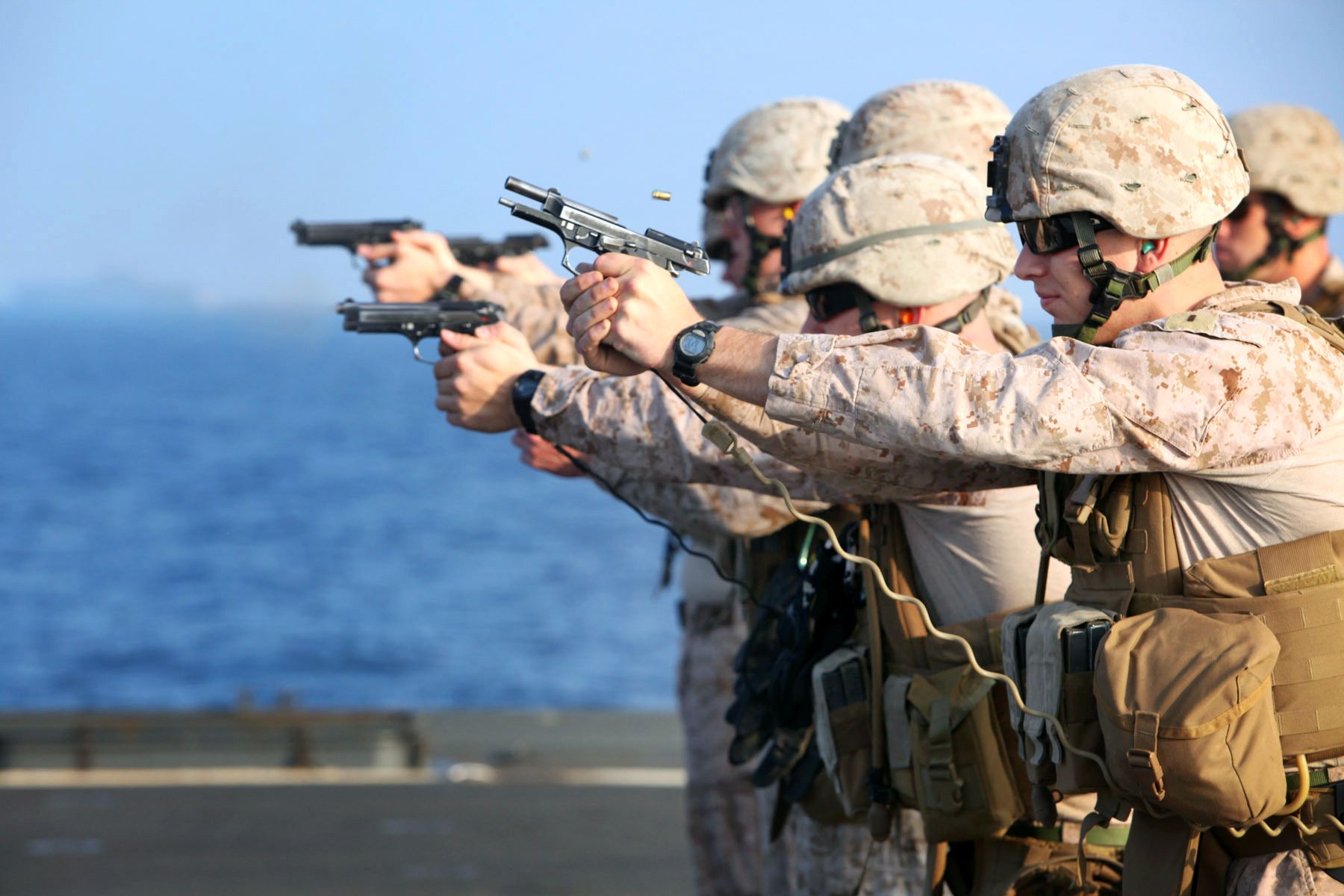
تفنگداران دریایی

هفت‌تیرکشی سریع (انگلیسی: Fast draw) یا کِشش سریع که با نام‌های دیگری از جمله هفت‌تیرکشی بی‌درنگ و هفت‌تیرکشی برق‌آسا نیز شناخته می‌شود توانایی کشیدن سریع یک تفنگ یا تپانچه دستی و همزمان شلیک دقیق آن بر روی یک هدف در طول این فرایند است. این مهارت با تصاویر هفت‌تیرکش‌های وسترن به ویژه در غرب وحشی شهرت و اهمیت قابل ملاحظه‌ای یافت. از مشهورترین افراد زبردست در این زمینه می‌توان به بیلی د کید، جان وسلی هاردین، داک هالیدی و وایلد بیل هیکاک اشاره داشت.